# Grand Prix de Ouest-France 1990
Il Grand Prix de Ouest-France 1990, cinquantaquattresima edizione della corsa, si svolse il 21 agosto 1990 su un percorso totale di 208 km. Fu vinta dal francese Bruno Cornillet che terminò la gara in 5h00'08", alla media di 41,582 km/h

## Ordine d'arrivo (Top 10)
| Pos. | Corridore          | Squadra  | Tempo    |
| ---- | ------------------ | -------- | -------- |
| 1    | Bruno Cornillet    | Z        | 5h00'08" |
| 2    | Martial Gayant     | Toshiba  | s.t.     |
| 3    | Thomas Wegmüller   | Weinmann | a 5"     |
| 4    | Robert Millar      | Z        | a 54"    |
| 5    | Pascal Lance       | Toshiba  | a 55"    |
| 6    | Søren Lilholt      | Histor   | a 1'32"" |
| 7    | Yvon Madiot        | Toshiba  | a 1'44"  |
| 8    | Luigi Furlan       | Helvetia | s.t.     |
| 9    | Johan Verstrepen   | Histor   | a 2'35"  |
| 10   | Adrie van der Poel | Weinmann | a 3'22"  |